# Nicolas Catherinot
Nicolas Catherinot, sieur de Champroy, est un juriste, historien et polygraphe français né au château de Lusson, à Aubinges le 4 novembre 1628, et mort à Bourges le 28 juillet 1688.

## Biographie
Nicolas Catherinot est le fils de Denys Catherinot, conseiller au présidial de Bourges, et de Michelle Riglet. Son père meurt le 1er mars 1631. Il a étudié le droit à Bourges et obtenu des licences en 1650. Il est ensuite allé à Paris où il s'est fait recevoir avocat au parlement de Paris. Il revient à Bourges où il se marie le 2 juin 1653 avec Marie Dorsanne, fille de Jacques Dorsanne, ami intime de M. Pithou, receveur général des décimes de Berry. Le 13 avril 1655, il a été pourvu par lettres des charges d'avocat du roi et de conseiller au présidial et bailliage de Bourges. Sa femme est morte en couches dans sa 26e année le 15 septembre 1663 après lui avoir donné trois enfants et est resté célibataire jusqu'à sa mort, le 28 juillet 1688. Il a été inhumé dans l'église de l'Hôtel-Dieu de Bourges.
Il a été l'ami de plusieurs érudits de sa province, Gaspard Thaumas de la Thaumassière, Jean de La Chapelle, Jacques Gougnon et François Pinsson des Riolles qui a fait son épitaphe dans le journal des Savants, en 1688. Il fréquente le salon de Gilles Ménage, à Paris.
Il a écrit de nombreux ouvrages entre 1660 et sa mort. Jean-Pierre Niceron a recensé 118 opuscules sur lesquels il a écrit : « il y a dans ses nombreux écrits quelque chose de bon & de curieux ; mais cela est noyé dans un fatras d’inutilités, qui n’apprennent rien. Il a avoué lui-même, qu'il faut lui pardonner les redites, les omissions & le peu d'ordre ». Les digressions continuelles ont fait qu'il n'a pas pu trouver un libraire pour imprimer ses ouvrages. Il a dû s'en charger lui-même. Il les a fait courts et avec du papier de mauvaise qualité.

## Publications
- Les Axiomes du droit français, par le sieur Catherinot, avec une notice sur la vie et les écrits de l'auteur par Édouard Laboulaye, et une bibliographie raisonnée des écrits de Catherinot, par Jacques Flach, Larose et Forcel, Paris, 1883 (lire en ligne), compte-rendu par Paul Meyer, dans Romania, 1883, tome 12, no 46-47
- Généalogie de messieurs Dorsannes, 1673 (lire en ligne)
- Le prest gratuit, 1679
- Le Nobiliaire de Berry, 1681
- Le patriarcat de Bourges, 1682
- Le Nécrologe de Berry, 1682
- Les Illustres de Berry, 1682
- Antiquités romaines de Berry, 1682
- La Chronographie de Berry, 1682
- Les Doublets de la langue, 1683 (lire en ligne)
- Les Archevêques de Bourges, 1683
- Le pouillé de Bourges, 1683
- La Régale universelle, 1683
- Le Bullaire de Berry, 1683
- Le vray Avaric, 1683
- La Gaule grecque, 1683
- Les Tribunaux de Bourges, 1683
- Annales typographiques de Bourges, 1683
- Les Églises de Bourges, 1683
- Les Diocèses de Bourges, 1683
- Les Fastes consulaires de Bourges, 1684 (lire en ligne)
- Le Siège de Bourges, 1684
- Le Calvinisme de Berry, 1684
- Annales académiques de Bourges, 1684
- Les Dominateurs de Berry, 1684
- L'Art d'imprimer, 1685
- Traité de la marine, 1685
- Traité de l'artillerie, 1685
- Bourges souterrain, 1685
- Les Romains Berruiers, 1685
- Les Ducs et duchesses de Berry, 1686
- Traité de peinture, 1687 (lire en ligne)
- Traité des martyrologes, 1687
- Traité d'architecture, 1688 (lire en ligne)
- La Religion unique, 1688
- Les parallèles de la noblesse, 1688
- Les Opuscules latines et françoises de droit et d'histoire
- Dissertations du droict françois